# پوپوسا
پوپوسا (اسپانیایی: Pupusa‎) نوعی نان یا شیرینیِ گرد و مسطح است در السالوادور و هندوراس است که از آرد ذرت یا آرد برنج تهیه می‌شود و مشابه آره‌پا در کلمبیا و ونزوئلا است. کشور السالوادور پوپوسا را غذای ملی خود اعلام کرده و یک روز خاص در تقویم آن کشور به جشن برای آن اختصاص داده شده‌است. داخلِ پوپوسا معمولاً با یک یا چند ماده پر می‌شود که ممکن است شامل پنیر (مانند کِـسیو یا پنیر به‌همراه جوانه‌های لوروکو)، چیچارون، کدو حلوایی یا لوبیای سرخ‌شده باشد. پوپوسا معمولاً همراه با کورتیدو (یک سالادکلم تخمیرشده تند) و سالسای گوجه فرنگی سِـرو شده و به‌طور سنتی، با دست خورده می‌شود.
خاستگاه این نان احتمالاً مربوط به قوم پی‌پیل است و در کاوش‌های خویا د سرن؛ ابزارآلات و موادی به دست آمده که در حدود ۲۰۰۰ سال پیش، احتمالاً برای پخت این نان به کار می‌رفته‌است. «کارلوس کوردوبا» یک باور باستانی پیش از استعمار اسپانیا را گزارش نموده که بریدن تورتیلا با چاقو گناه بوده‌است. این نان‌ها باید با دست کنده شوند زیرا اعتقاد بر این بود که ذرت یک دانه الهی است. شاید این دلیلی باشد که نسل اندر نسل، مردم این کشورها به قانون «خوردنِ پوپوسا با دست» پایبند مانده‌اند.
مهاجران السالوادوری این نان را در آمریکا، کانادا و استرالیا رواج دادند. از دههٔ ۱۹۸۰ این نان در شهر واشینگتن، دی.سی. رواج داشت و در سال ۲۰۱۹، روز «ششم نوامبر» را روز پوپوسا اعلام کردند. این نان همچنین در دههٔ ۱۹۹۰ در شهرهای لس آنجلس، نیویورک و سان فرانسیسکو فراگیر شد. در ۸ نوامبر ۲۰۱۵، بزرگ‌ترین پوپوسای جهان به طول ۴٫۵ متر در السالوادور تهیه و در کتاب رکوردهای جهانی گینس ثبت شد. در سال ۲۰۱۱، روزنامه گاردین پوپوسا را بهترین غذای خیابانی نیویورک نامید.

## بیشتر بخوانید
- Carman, Tim.  "Perfect Pupusas Require a Mastery of Masa". The Washington Post, 2012.
- Lawson, Susan C. "Latin LESSONS". Indianapolis Monthly, vol. 25, no. 10, 2002, pp. 164.
- Nickles, Greg. "The Flavors of El Salvador". El Salvador: The People & Culture, 2002, pp. 28–29.
- Planet, L.; Staff, Lonely Planet Publications (2012). The World's Best Street Food: Where to Find It and How to Make It. Lonely Planet Publications. p. 137. ISBN 978-1-74321-664-4. Retrieved 30 July 2016.
- Scherer, Jane. "Pupusas". Faces, vol. 15, no. 3, November 1998, p. 19.